# ピアニスト監禁事件
ピアニスト監禁事件（ピアニストかんきんじけん）とは、女性ピアニストが1994年12月10日から1995年3月22日までの約3か月間、オウム真理教によって監禁された事件。

## 概要
被害者の女性ピアニスト（当時23歳、妊娠中）は、1992年6月に入信した教団横浜支部の在家信徒であったが、1994年12月10日、中学時代の友人に誘われ横浜道場に行き、そこで謎の黄色い液体を飲まされた。すると意識が朦朧（）とし、山梨県上九一色村の第6サティアンに連れていかれ、出家を強要された。同月27日に施設から逃亡を図り、習っていたボクシングの技で抵抗したものの、教団治療省の医師や看護師に捕まり第6サティアン3階のシールドルームに監禁され、その後2階の独房に移された。独房には同じく拉致された鹿島とも子の長女もいた。食事は一日にパン、ビスケットのようなもの、バナナが一個ずつ。シャワーは2週間に1回だった。
その後も麻原の写真を破るなどしたため手足を縛られ、林郁夫に10回ほど後頭部を殴られた。翌1995年1月12日に再度脱走を図り暴れたため、チオペンタールナトリウムを投与されコンテナに監禁されることになった。2月中旬にシャワー室で見つけたドライバーでコンテナの床板の分解を試み、3月18日、ついに床板が外れたが、その下にも鉄板があることが判明し呆然としたという。
地下鉄サリン事件後のオウム真理教に対する強制捜査の直前、第10サティアンに移されレボメプロマジン、ゾピクロンを投与されそうになったが、飲むふりをして助かった。3月22日、強制捜査の際に、移動先の第10サティアンで捜索に当たっていた警察官に保護を求め救出されることになった。